# Cassia aubrevillei
Cassia aubrevillei là một loài thực vật trong phân họ Caesalpinioideae. Là một loài cây rừng của Tây Phi nhiệt đới, nó bị đe dọa bởi nạn phá rừng và khai thác gỗ không bền vững. Vỏ cây này đang được nghiên cứu đặc tính antifilarial.